# Michael Wong
Michael Wong (en chino: 王光良, pinyin: Wang Guangliang; nacido el 30 de agosto de 1970, Ipoh) es un cantante y compositor malayo de ascendencia china. Wong comenzó su carrera cantando en un dúo junto a su hermano Victor Wong. La pareja había alcanzado un éxito notable en Taiwán, pero en un acuerdo mutuo se separaron en el 2000. Wong ha lanzado 5 álbumes en solitario, el tercero de los cuales con una canción denominada «Cuento de Hadas». También ha tenido éxito como actor en dramas y películas chinas.

## Discografía

### Álbumes en solitario
- Michael's First Album (第一次個人創作專輯; Dì Yī Cì Gè Rén Chuàng Zuò Zhuān Jí): 10 de mayo de 2001.
- Ray of Light (光芒; Guāng Máng): 8 de noviembre de 2002.
- Fairy Tale (童話; Tóng Huà): 21 de enero de 2005.
- Commitment (約定; Yuē Dìng): 3 de marzo de 2006.
- Never Apart (不會分離; Bú Huì Fēn Lí): 9 de noviembre de 2007
- Right Hand Side EP (右手邊; Yòu Shǒu Biān): 19 de septiembre de 2008.
- First Digital Single: 31 de julio de 2009.
- So Naive  (太天真; Tai Tian Zhen ): 9 de septiembre de 2010.
- Crazy Memories (回忆里的疯狂; Huí Yì Lǐ De Fēng Kuáng): 8 de julio de 2013.
- These Unfinished EP (那些未完成的; Na Xie Wei Wan Cheng De):  2 de mayo de 2015.

### Otros
- I Believe (我要跟隨祂; Wǒ Yào Gēn Suí Tā), compilación de música cristiana: lanzado en 1994.
- The World Shines Because of Love (世界因愛發光; Shì Jiè Yīn Ài Fā Guāng), álbum EP: diciembre de 1997.
- Michael 1996-2006 the greatest hits: 16 de mayo de 2007.

## Filmografía

### Películas
- The Threesome: The Movie (三人行音樂電影; Sān Rén Xíng Yin Yuè Diàn Ying): 1998
- Summer Holiday (夏日麼麼茶; Xià Rì Me Me Chá)- 2000
- BTS (愛情靈藥; Ài Qíng Líng Yào): 2001
- Like A Slave (英勇戰士俏姑娘; Yīng Yǒng Shì Zhan Shì Qiào Gū Niáng): 2005
- Purple Mirage (紫色梦幻; Zǐ Sè Mèng Huàn): 2006
- Where's the Dragon?: 2015

### Dramas
- White Love (白色戀曲; Báisè Liàn Qu): 2001
- A Change of Fate (時來運轉; Shí Lái Yùn Zhuan): 2001
- Good Luck, Angel (王牌天使; Wáng Pái Tiān Shi): 2003
- Love Storm (狂愛龍捲風; Kuáng Ài Lóng Juǎn Fēng): 2003
- Wintry Night 2 (寒夜續曲; Hán Yè Xù Qu): 2003
- Love.18: 2008

Drama musical
- Mr. Wing ~ a romantic rhapsody (幸運兒; Xìng Yùn Ér): 2005

### Programas de variedades
| Año  | Programa   | Notas    |
| ---- | ---------- | -------- |
| 2017 | Happy Camp | invitado |